# Cameroun aux Jeux olympiques d'été de 1988
Le Cameroun participe aux Jeux olympiques d'été de 1988 à Séoul. Il s'agit de sa 7e participation à des Jeux d'été.

## Athlétisme
Hommes
Courses
| Athlète              | Épreuve | Séries   | Séries | Quarts de finale | Quarts de finale | Demi-finales | Demi-finales | Finale   | Finale |
| Athlète              | Épreuve | Résultat | Rang   | Résultat         | Rang             | Résultat     | Rang         | Résultat | Rang   |
| -------------------- | ------- | -------- | ------ | ---------------- | ---------------- | ------------ | ------------ | -------- | ------ |
| Nchinda Samuel-Kaya  | 100 m   | 10 s 60  | 5e     | NC               | NC               | NC           | NC           | NC       | NC     |
| Nchinda Samuel-Kaya  | 200 m   | 21 s 45  | 4e     | 21 s 39          | 8e               | NC           | NC           | NC       | NC     |
| Ernest Tché Noubossi | 400 m   | 48 s 31  | 5e     | NC               | NC               | NC           | NC           | NC       | NC     |

Concours
| Athlète              | Épreuve          | Qualification | Qualification | Finale   | Finale |
| Athlète              | Épreuve          | Distance      | Rang          | Distance | Rang   |
| -------------------- | ---------------- | ------------- | ------------- | -------- | ------ |
| Frédéric Ebong-Salle | Saut en longueur | NC            | NC            | 7,65 m   | 11e    |

Femmes
Courses
| Athlète            | Épreuve | Séries        | Séries | Quarts de finale | Quarts de finale | Demi-finales | Demi-finales | Finale   | Finale |
| Athlète            | Épreuve | Résultat      | Rang   | Résultat         | Rang             | Résultat     | Rang         | Résultat | Rang   |
| ------------------ | ------- | ------------- | ------ | ---------------- | ---------------- | ------------ | ------------ | -------- | ------ |
| Assumpta Achuo-Bei | 400 m   | 55 s 22       | 5e     | NC               | NC               | NC           | NC           | NC       | NC     |
| Assumpta Achuo-Bei | 800 m   | 2 min 07 s 10 | 7e     | NC               | NC               | NC           | NC           | NC       | NC     |

Concours
| Athlète                | Épreuve          | Qualification  | Qualification | Finale   | Finale |
| Athlète                | Épreuve          | Distance       | Rang          | Distance | Rang   |
| ---------------------- | ---------------- | -------------- | ------------- | -------- | ------ |
| Jeannenicole Minyemeck | Lancer du poids  | 12,73 m        | 12e           | NC       | NC     |
| Jeannenicole Minyemeck | Lancer du disque | 3 essais ratés | -             | NC       | NC     |

## Boxe
| Athlète              | Compétition           | 1/32 de finale      | 1/16 de finale         | 1/8 de finale       | Quarts de finale    | Demi-finales        | Finale              |
| Athlète              | Compétition           | Adversaire Résultat | Adversaire Résultat    | Adversaire Résultat | Adversaire Résultat | Adversaire Résultat | Adversaire Résultat |
| -------------------- | --------------------- | ------------------- | ---------------------- | ------------------- | ------------------- | ------------------- | ------------------- |
| Jean-Paul Bonatou    | Léger (-60 kg)        | -                   | Istvan Turu 0-5        | –                   | –                   | –                   | –                   |
| Martin Ndongo-Ebanga | Mi welter (-63,5 kg)  | Hubert Wester       | David Kamau 0-5        | –                   | –                   | –                   | –                   |
| François Mayo        | Super welter (-71 kg) | Moussa Wiawindi     | Michal Franek          | –                   | –                   | –                   | –                   |
| Paul Kamela          | Poids moyens (-75 kg) | -                   | Georgios Ioannidis 3-2 | Chris Sande 0-5     | –                   | –                   | –                   |

## Haltérophilie
| Athlète | Compétition      | Arraché  | Arraché | Épaulé-jeté | Épaulé-jeté | Total | Rang |
| Athlète | Compétition      | Résultat | Rang    | Résultat    | Rang        | Total | Rang |
| ------- | ---------------- | -------- | ------- | ----------- | ----------- | ----- | ---- |
| -100 kg | Theodore Nkwayed | 145      | 16e     | 175         | 14e         | 320   | 14e  |
| +110 kg | Dieudonné Takou  | 140      | 15e     | 190         | 11e         | 330   | 14e  |

## Lutte
Jean Manga (-74 kg), Barthelemy Nto (-82 kg) et Jean BL Youmbi (-90 kg) participent aux épreuves de lutte gréco-romaine.
François Yinga (-62 kg), Jean Manga (-74 kg), Barthelemy Nto (-82 kg) et Jean BL Youmbi (-90 kg) participent aux épreuves de lutte libre.